# Поменици на българските владетели
Помениците на българските царе, царици, патриарси, йереи и заслужили християни са средновековни ръкописни текстове, които се четат по време на църковните служби. С тях се припомнят имената на допринеслите за църквата и държавата владетели и се почита тяхната памет. Най-известни са три български поменика: Боянски поменик, Погановски поменик и Зографски поменик. Поменици има и в Бориловия синодик – Дринов и Палаузов препис. В Кавадарци поменик от XVII в. е открит от Богдан Филов в 1916 г., който го оценява като важен извор за българската история, но няма данни да е публикувано изследване върху него.

## Боянски поменик
Боянският поменик е запазен в открит от Виктор Григорович през 1854 г. в Боянската църква препис, датиран между 1562 г. и 1612 г. и направен в Драгалевския манастир „Света Богородица Витошка“ от монаха от Темешвар граматик Йов Касинец (Шишатовец). В него се поменават българските царе и царици, патриарси, ктитори и боляри от град София. Пази се в Руската държавна библиотека в Москва, заедно с останалите ръкописи от някогашната сбирка на Григорович. В Боянския поменик е записано: 
| „               | Помени Господи благочестивите царе: Бориса царя, Симеона царя, Романа царя, Петра царя, Самуила царя, Радомира царя, Гавраила царя, Ясена царя, Калояна царя, Петра царя, Борила царя, Господина Шишмана царя, Ясена царя, Александра царя, Ивана Асена царя, Калимана царя, Михаила царя, Александра царя, Костадина царя, Симеона царя, Шегмона царя, Якова деспота царя, Георгия царя, Тертерия, неговия Михаила, неговия брат Страцимира царя, син Михаила царя, Кумана деспота царя, Теодора Светослава царя, Александра царя, Асеня царя, Страшимира царя, Владислава - неговия брат, Стефана царя, Константина царя, Фружина царя. | “ |
| Боянски поменик | |   |

Включен е и помен на православните царици: 
| „ | Анна царица, Елена царица, Ирина царица, Ефросина царица, Мария царица, Ксения царица, Евжения царица, Кераца царица, Теодосия царица, Теодора царица, Ефросина царица, Ксения монахиня, Кера Мария царица, Мария царица, Теодора царица, Анна царица. | “ |

Поменати са също имената на патриарси и митрополити.

## Погановски поменик
Погановският поменик представлява дървен триптих от ХVI в., произхождащ от Погановския манастир „Свети Йоан Богослов“ при Цариброд (който е бил в територията на България до ноември 1920 г.). Принадлежи на Националния археологическия институт с музей към БАН и е изложен в криптата на храм-паметника „Св. Александър Невски“ в София. Написан е върху дъска с дължина 45 и ширина 20 см, разделена с вертикална черта на две колони. Лявата колона с хоризонтални черти е разделена на три и в нея са записани имената на българските царе, в дясната колона са записани имената на Константин и Елена и имената на йеромонасите от манастира. Според Константин Иречек имената Цурцу и Павел са добавени от по-късен преписвач.

Поменикът гласи:
| „         | Проскомидия на [манастира] с(ве)т(и) Йоан Б(о)го(слов)Помени Г(оспод)и цара:Коностана.Помени г(оспод)и Борила цара.Симеона цара.Петра цара. Романа.Самоила цара.Радомира царя. И-Асена цара.(хор. черта)Гаврила царя. Калоана цара.Петра цара. Борила цара.Александра цара.Констан’дина цара.Симеона цара.И-Якова царя. Цур’цу.Георгия цара. Павла.Коумана деспота цара.Теретиа цара.Теод(о)ра цара.Тертия с(и)на му цара.Александра цара.Михаила’ цара.Александра цара.Асена цара.(хор. черта)Страцимира цара.Деспота Владислава.брата его.Стефана цара. госпо-Дина ‘его.и Шишмана цара.Асена цара.Костантина цара.Михаила цара брата его.Страцимира цара.Костантина.Асена цара. | “ |
| Колона 1. | |   |

| „         | Слова Помени г(оспод)и Д(у)шите на своите раби:Помени г(оспод)и бл(а)го-честивия цар Константина и госпожа Елена.А тези са йеромонаси:Йеромонаха Яков Йеромонаха Исидор Йеромонаха Теодосий и пр. | “ |
| Колона 2. | |   |

## Зографски поменик
Поменикът е известен по данни на руския учен Александър Хилфердинг. Представлява препис от 1502 г., направен от по-стар български оригинал. Публикуван е от Йордан Иванов в „Поменици на български царе и царици“ в 1915 г. като Първи зографски поменик, негови продължения са Вторият зографски поменик за периода XVI-XVII в., също с имената на царете, йерарси и дарители на манастира, и Третият зографски поменик, обхващащ периода 1527-1728 г. за йерарси и дарители на манастира, като са особено ценни за изясняване на селищната структура, населението и историята на тогавашните български земи, включително Поморавието, Северна Добруджа, Македония и Беломорието.
| „                 | Помени, Господи, в православната вяра български царе: царя, Бориса, Симеон, Петър, Борис, Романа, Шишман, Давид, Самуила, Гаврила… Радомир, Самуила, Страцимира, Асеня, Калимана, Бориса, Димитрия, Давида, Симеона, Георгия, Михаила, Шишмана, Костадина, Асеня, Бориса, Ивана Асеня, Петра, Гаврила, Бориса, Шемгона, Михаила, Александра, Калимана, Бат.оя, Теодора, Страцимира, Ивана, Фружина, Романа, М......, Михаила, Анд(р)оника, Асеня, Радомира, Михаила, Димитрия, Константина, Александра, Михаила, Страцимира, Михаила, Петра. | “ |
| Зографски поменик | |   |

Зографските поменици са интересни и с поменатите в тях царе и властели християни в българските земи в епохата след окончателното падане на България под турско владичество в 1417 г.